# Škopek (jednotka)
Škopek je stará česká středověká jednotka objemu, jež je známa už z dob panování císaře Karla IV.

## odhadovaná hodnota
- jeden škopek = 15,5 litru = 8 pint (pravděpodobně také 0,5 čberu)

## Použitý zdroj
- Malý slovník jednotek měření, vydalo nakladatelství Mladá fronta v roce 1982, katalogové číslo 23-065-82